# Detroit Film Critics Society Awards 2010
4. ročník udílení cen Detroit Film Critics Society Awards předal ceny v těchto kategoriích:

## Vítězové a nominovaní

### Nejlepší film
- The Social Network
- 127 hodin
- Počátek
- Králova řeč
- Do morku kosti

### Nejlepší režisér
Danny Boyle – 127 hodin
- David Fincher – The Social Network
- Debra Granik – Do morku kosti
- Tom Hooper – Králova řeč
- Christopher Nolan – Počátek
- Edgar Wright – Scott Pilgrim proti zbytku světa

### Nejlepší herec v hlavní roli
Colin Firth – Králova řeč jako George VI
- Jeff Bridges – Opravdová kuráž jakoReuben “Rooster” Cogburn
- Jesse Eisenberg – The Social Network jako Mark Zuckerberg
- James Franco – 127 hodin jako Aron Ralston
- Ryan Gosling – Blue Valentine jako Dean Pereira

### Nejlepší herečka v hlavní roli
Jennifer Lawrenceová – Do morku kosti jako Ree Dolly
- Nicole Kidmanová – Králičí nora jako Becca Corbett
- Carey Mulligan – Neopouštěj mě jako Kathy H
- Natalie Portmanová – Černá labuť jako Nina Sayers
- Michelle Williamsová – Blue Valentine jako Cynthia “Cindy” Heller

### Nejlepší herec ve vedlejší roli
Christian Bale – Fighter jako Dickie Eklund
- Andrew Garfield – The Social Network jako Eduardo Saverin
- John Hawkes – Do morku kosti jako Teardop Dolly
- Sam Rockwell – Odsouzení jako Kenny Waters
- Mark Ruffalo – Děcka jsou v pohodě jako Paul Hatfield
- Geoffrey Rush – Králova řeč jako Lionel Logue

### Nejlepší herečka ve vedlejší roli
Amy Adamsová – Fighter jako Charlene Fleming
- Helena Bonham Carterová – Králova řeč jako Královna Alžběta
- Greta Gerwig – Greenberg jako Florence Marr
- Melissa Leo – Fighter jako Alice Eklund
- Jacki Weaver – Království zvěrstev jako Janine “Smurf” Cody

### Nejlepší obsazení
Do morku kosti
- Fighter
- Děcka jsou v pohodě
- Králova řeč
- Scott Pilgrim proti zbytku světa

### Objev roku
Jennifer Lawrenceová – Do morku kosti jako Ree Dolly
- Andrew Garfield – The Social Network a Neopouštěj mě jako Eduardo Saverin a Tommy
- Greta Gerwig – Greenberg jako Florence Marr
- Chloë Grace Moretzová – Kick-Ass a Ať vejde ten pravý jako Hit-Girl a Abby
- Mia Wasikowska – Děcka jsou v pohodě jako Joni Allgood